# Diaptomus giganteus
Diaptomus giganteus is een eenoogkreeftjessoort uit de familie van de Diaptomidae. De wetenschappelijke naam van de soort is voor het eerst geldig gepubliceerd in 1881 door Herrick.